# Hydaticus tuyuensis
Hydaticus tuyuensis är en skalbaggsart som beskrevs av Trémouilles 1996. Hydaticus tuyuensis ingår i släktet Hydaticus och familjen dykare. Inga underarter finns listade i Catalogue of Life.